# Cícero Coimbra
Cícero Galli Coimbra, M.D., PhD. é um médico e neurologista brasileiro. Formado pela Universidade Federal do Rio Grande do Sul, ele ficou famoso por adotar um tratamento para doenças autoimunes administrando altas doses de vitamina D, tratamento esse que ficou conhecido como Protocolo Coimbra.